# 森佩希
森佩希是巴西米纳斯吉拉斯州的一个市镇。总面积176.439平方公里，总人口2950人，人口密度16.7人/平方公里。